# Хеїнса
Хеїнса (해인사, 海印寺 — Храм відображення в спокійному морі) — один з найвідоміших буддистських храмів у Південній Кореї. Тут зберігається знаменитий звід священних буддійських текстів «Трипітака Кореана», вирізаних на 80 тисячах дерев'яних табличок.
Хеїнса є одним з трьох корейських храмів Триратни (кор. 삼보사), які представляють одну з трьох сутностей Триратни — буддистський закон (Дхарму). Храм розташований на горі Каясан у провінції Кьонсан-Намдо. Досі є діючим центром буддистської течії Сон.
1995 року споруди Хеїнси, в яких зберігається Трипітака Кореана було занесено до списку Світової спадщини ЮНЕСКО.

## Історія
Первинний храм Хеїнса було споруджено 802 року. За легендою два корейських ченця, які повернулися з мандрів до Китаю, Сунин та Іджон, вилікували дружину вана Еджана від важкої хвороби. На подяку Будді, ван наказав спорудити храм. За свідченням Чхве Чи Вона (900 рік), Сунин і його товариш Іджон заручилися підтримкою королеви-вдови, яка прийняла буддизм і підтримала будівництво храму.
Храмовий комплекс добудовувався або відновлювався декілька разів — у X столітті, 1488, 1622 та 1644 роках. 1817 року Хеїнса був спалений, але головний зал відновили вже за один рік — 1818 року. Головний зал, Теджоккванджон (Зал великої тиші та світла), незвичайний для корейського буддизму, оскільки присвячений Вайрочані (Будда Вайрочана — один з п'яти Будд Мудрості в буддизмі), тоді як в інших буддистських храмах Кореї головні зали присвячені Соккамоні.
Крім Трипітаки Кореани в храмі Хеїнса знаходиться чимало інших об'єктів, що входять до списку Національних скарбів країни.

### Корейська війна
У вересні 1951 року, під час Корейської війни після Ічхонської десантної операції північнокорейські війська було відбито. Проте на території храму Хеїнса окопалося близько 1000 солдатів Північної Кореї. Американським командуванням було віддано наказ завдати бомбового удару по храму. Корейський полковник Кім Йон Кван, який мав координувати авіаналіт на Хеїнсу, відмовився виконувати цей наказ. Таким чином храмовий комплекс вцілів у Корейській війні.

## Чангьон Панчжон

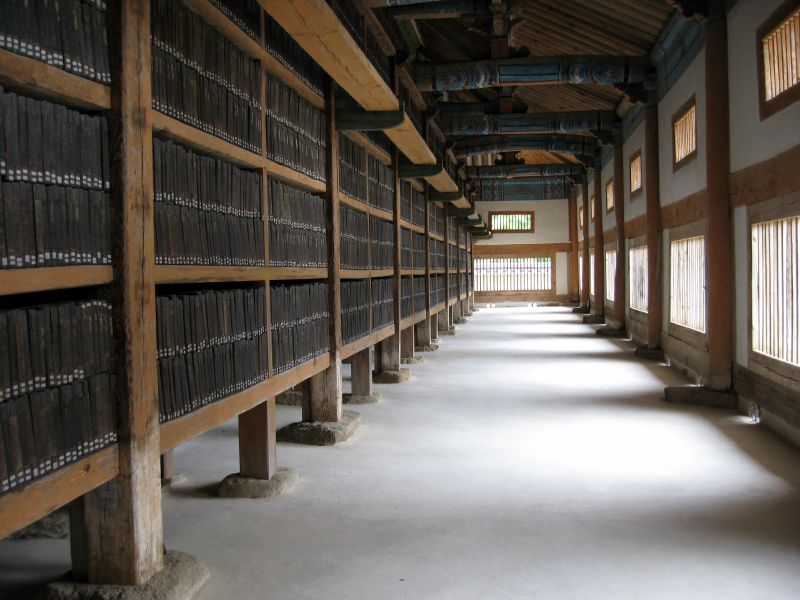
Полиці з дерев'яними табличками зібрання буддійських текстів «Трипітака Кореана»

Чангьон Панчжон є комплексом з чотирьох будівель на території храму Хеїнса, в якому зберігаються 80 000 дерев'яних дощечок з надрукованими на них буддійськими текстами «Трипітака Кореана». Чангьон Панчжон є найбільшою у світі дерев'яною спорудою, що використовується для збереження текстів. 20 грудня 1962 року корейський уряд заніс цей комплекс до списку Національних скарбів країни за номером 52.
Загалом в монастриі Хеїнса сталося 7 великих пожеж, що спричинили великі руйнування. Проте комплекс Чангьон Панчжон щораз залишався неушкодженим. Таким чином цей комплекс є сьогодні найдавнішою частиною Хеїнси.
Чангьон Панчжон був споруджений в XV столітті, проте точна дата невідома. Щоправда є свідчення, що 1457 року ван Чосона Седжо розпорядився відреставрувати та розширити Хеїнсу. Чотири галереї Чангьон Панчжону розташовані у формі прямокутника. Оскільки їх зразу будували як складські приміщення, вони позбавлені вишуканих прикрас та оздоб. У довгому північному приміщенні зберігаються філософські прозові твори, тож його називають Залом Дхарми. Довге південне приміщення служить прихистком для римованих повчальних текстів і називається Залом сутр. Обидва довгі приміщення мають 60,44 м довжини, 8,73 м ширини та 7,8 м висоти. Обидва поділяються на 15 відсіків, кожен з яких складається з одного більшого та одного меншого приміщення. Між двома довгими приміщеннями знаходяться два короткі, в яких зберігаються дві менші бібліотеки, а також деякі витвори мистецтва.

## Галерея

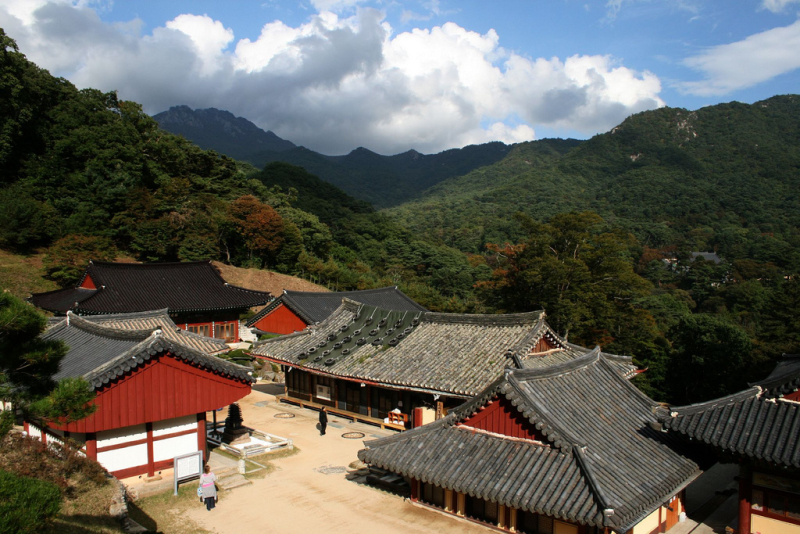
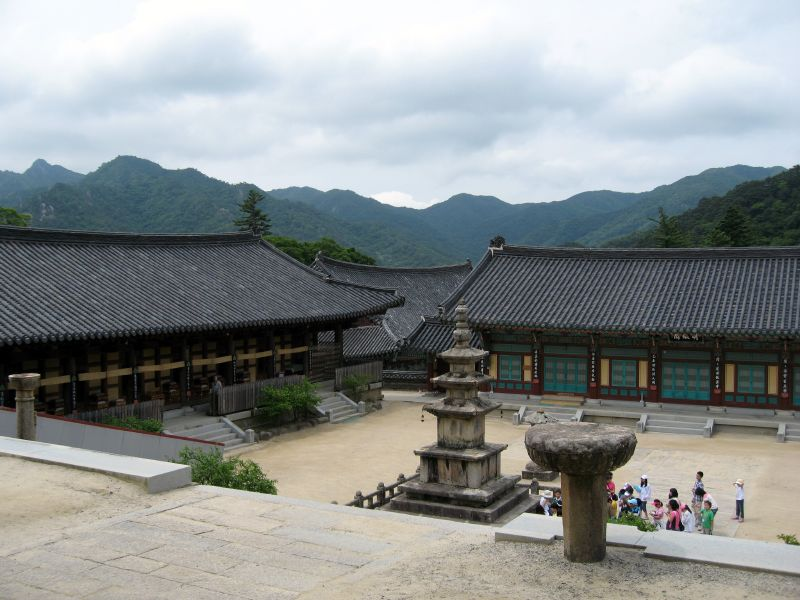
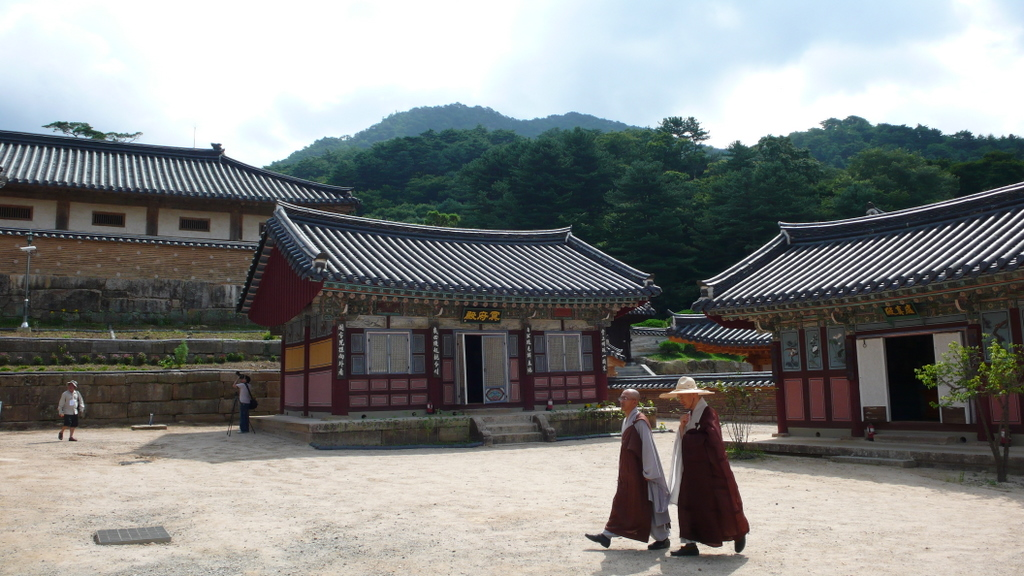
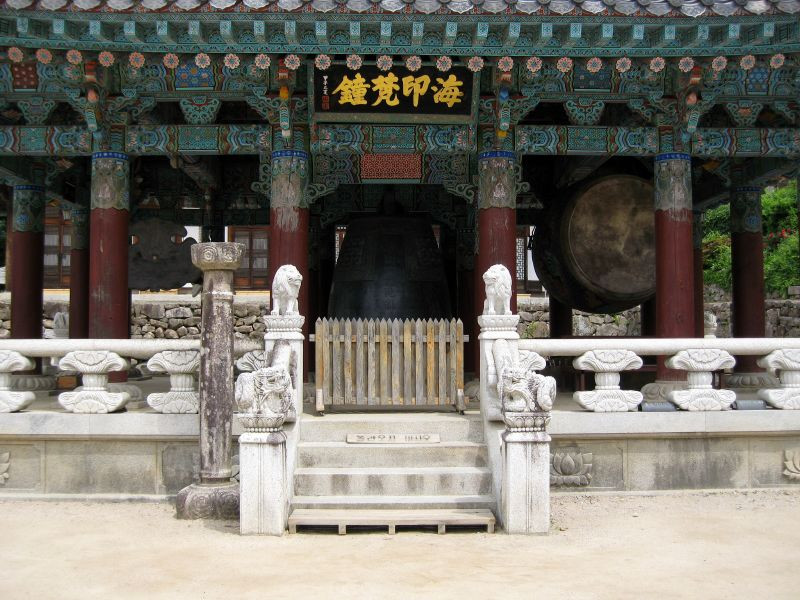
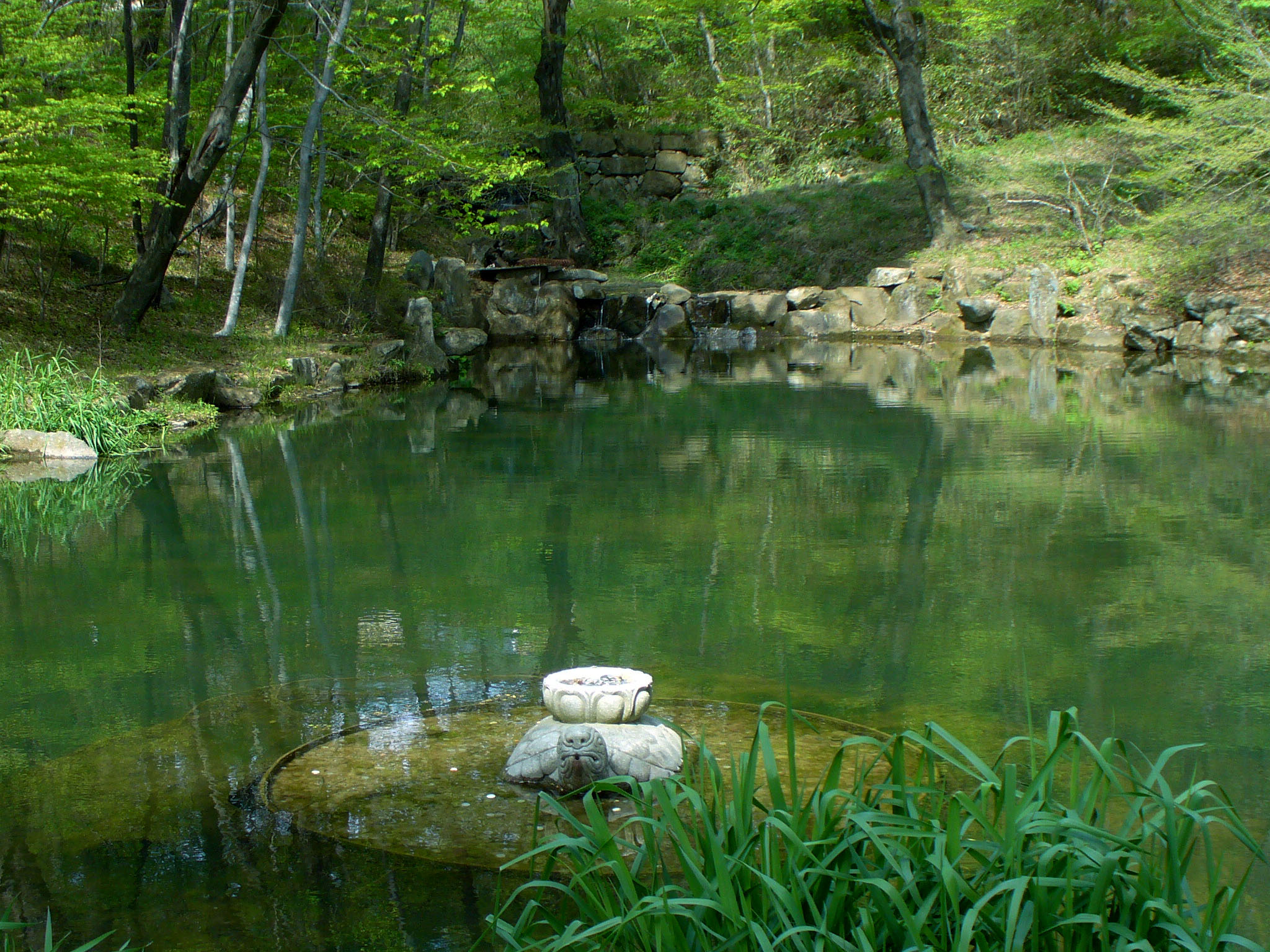